# James Van Trees
James Van Trees, nato James Crawford Van Trees, (Oakland, 13 agosto 1890 – Hollywood, 11 aprile 1973), è stato un direttore della fotografia statunitense.
Fu presidente dell'American Society of Cinematographers.

## Biografia
James Van Trees nacque in California, a Oakland, il 13 agosto 1890. Era figlio di Franklin S. Van Trees e di Julia Crawford Ivers, una nota sceneggiatrice, considerata una delle pioniere del cinema muto. James (che, nella sua carriera usò anche i nomi di J.C. Van Trees, James C. Van Trees, Jimmy Van Trees o Jim Van Trees) diventò un quotato direttore della fotografia. Iniziò la sua carriera nel 1916, in un film di Frank Lloyd, proseguendola in maniera continuativa per cinquant'anni. Con sua madre, in veste di regista o sceneggiatrice, formò probabilmente il primo team madre/figlio di cineasti hollywoodiani, girando con lei alcuni film.
Dal 1954 al 1966, anno in cui si ritirò dalla professione, lavorò esclusivamente per la tv.

## Filmografia parziale
- The Wild Olive, regia di Oscar Apfel - assistente (1915)
- The Code of Marcia Gray, regia di Frank Lloyd (1916)
- Paula (The Heart of Paula), regia di William Desmond Taylor e Julia Crawford Ivers (1916)
- David Garrick, regia di Frank Lloyd (1916)
- The Making of Maddalena, regia di Frank Lloyd (1916)
- The American Beauty, regia di William Desmond Taylor (1916)
- An International Marriage, regia di Frank Lloyd (1916)
- The Stronger Love, regia di Frank Lloyd (1916)
- The Intrigue, regia di Frank Lloyd - (come James C. Van Trees) (1916)
- The Road to Love, regia di Scott Sidney (1916)
- The Right Direction, regia di E. Mason Hopper - (come James C. Van Trees) (1916)
- The Wax Model, regia di E. Mason Hopper (1917)
- Her Own People, regia di Scott Sidney - (come James C. Van Trees) (1917)
- The Spirit of Romance, regia di E. Mason Hopper (1917)
- The Highway of Hope
- Giving Becky a Chance, regia di Howard Estabrook (1917)
- A Kiss for Susie, regia di Robert Thornby (1917)
- Little Miss Optimist, regia di Robert Thornby (1917)
- The Trouble Buster, regia di Frank Reicher (1917)
- Molly Entangled, regia di Robert Thornby (1917)
- The Fair Barbarian, regia di Robert Thornby (1917)
- A Petticoat Pilot
- The Shuttle
- Unclaimed Goods, regia di Rollin S. Sturgeon (1918)
- Viviette, regia di Walter Edwards (1918)
- Good Night, Paul, regia di Walter Edwards (1918)
- Un paio di calze ricamate (A Pair of Silk Stockings), regia di Walter Edwards (1918)
- Sauce for the Goose, regia di Walter Edwards (1918)
- The Man from Funeral Range, regia di Walter Edwards (1918)
- Mrs. Leffingwell's Boots
- The Gypsy Trail, regia di Walter Edwards (1918)
- A Lady's Name, regia di Walter Edwards (1918)
- Donne d'America (Who Cares?), regia di Walter Edwards (1919)
- Romance and Arabella, regia di Walter Edwards (1919)
- L'avventura del velo grigio (The Veiled Adventure), regia di Walter Edwards (1919)
- The Final Close-Up, regia di Walter Edwards (1919)
- Happiness a la Mode, regia di Walter Edwards (1919)
- Girls, regia di Walter Edwards (1919)
- Widow by Proxy, regia di Walter Edwards (1919)
- His Official Fiancée, regia di Robert G. Vignola (1919)
- More Deadly Than the Male, regia di Robert G. Vignola (1919)
- The Thirteenth Commandment, regia di Robert G. Vignola  (1920)
- Judy of Rogue's Harbor, regia di William Desmond Taylor (1920)
- Nurse Marjorie, regia di William Desmond Taylor (1920)
- Jenny Be Good, regia di William Desmond Taylor (1920)
- The Soul of Youth, regia di William Desmond Taylor (1920)
- The Furnace, regia di William Desmond Taylor (1920)
- The Witching Hour, regia di William Desmond Taylor (1921)
- Sacred and Profane Love, regia di William Desmond Taylor (1921)
- Wealth, regia di William Desmond Taylor (1921)
- Morals, regia di William Desmond Taylor (1921)
- The Green Temptation, regia di William Desmond Taylor (1922)
- The Top of New York, regia di William Desmond Taylor (1922)
- The Bonded Woman, regia di Phil Rosen (1922)
- Il giovane Rajah (The Young Rajah), regia di Phil Rosen - (con il nome J.C. Van Trees) (1922)
- The White Flower, regia di Julia Crawford Ivers (1923)
- The Rustle of Silk, regia di Herbert Brenon (1923)
- The Huntress, regia di John Francis Dillon e Lynn Reynolds (1923)
- Amore di domani (Lilies of the Field), regia di John Francis Dillon (1924)
- I Want My Man, regia di Lambert Hillyer (1925)
- Chickie
- Quinta Strada (Fifth Avenue), regia di Robert G. Vignola (1926)
- The Prince of Pilsen
- Don Juan's Three Nights, regia di John Francis Dillon (1926)
- Midnight Lovers
- Twinkletoes
- Lost at the Front
- The Prince of Headwaiters
- The Crystal Cup
- Man Crazy
- The Noose, regia di John Francis Dillon (1928)
- Veglia di Capodanno (The Heart of a Follies Girl), regia di John Francis Dillon (1928)
- The Scarlet Lady, regia di Alan Crosland (1928)
- La parata dei peccatori
- La dea verde (The Green Goddess), regia di Alfred E. Green (1930)
- The Millionaire, regia di John G. Adolfi (1931)
- They Call It Sin, regia di Thornton Freeland (1932)
- Uomini nello spazio (Parachute Jumper), regia di Alfred E. Green (1933)
- Stingari il bandito sentimentale (Stingaree), regia di William A. Wellman (1934)
- Avventura a mezzanotte (It's Love I'm After), regia di Archie Mayo (1937)